# Mistrz blefu
Mistrz blefu (tytuł oryg. Bluffmaster!) – indyjski komediodramat zrealizowany w 2005 roku, z Abhishek Bachchanem, Riteishem Deshmukhem, Priyanka Chopra w rolach głównych, a Boman Irani i Nana Patekar w drugoplanowych. Temat filmu ma odniesienia do hollywoodzkiego filmu z 2004 roku Criminal z Johnem C. Reilly i Diego Luna, który był oparty na nagrodzonym przez krytyków filmie argentyńskim Nine Queens.
Film wyreżyserował Rohan Sippy, syn Ramesh Sippy. To jego drugi film po Kuch Naa Kaho. Rolę graną przez Priyanka Chopra pierwotnie miała grać Aishwarya Rai, a rolę Abhisheka miał zagrać Sanjay Dutt.

## Fabuła
Roy (Abhishek Bachchan) prowadzi podwójne życie. Jest królem wśród złodziei i zawodowym naciągaczem. Ale najcenniejszą dla niego rzeczą jest miłość do szczerej, pięknej i uczciwej Simmi (Priyanka Chopra). Nigdy nie śmiał jej wyznać, że na co dzień wykorzystuje swój czar do oszukiwania ludzi. Jest ona jedyną osobą, na której na tyle mu zależy, że nie chce jej zdradzić prawdy o sobie, by jej nie stracić. Gdy Simmi dowiaduje się, z czego chciał ją utrzymywać po ślubie jej ukochany, zawiedziona i rozżalona zrywa zaręczyny. Nigdy więcej nie chce widzieć Roya. Zrozpaczony Roy za wszelką cenę chce odzyskać ukochaną, ale dowiaduje się, że los szykuje mu jeszcze jedną niespodziankę. Grozi mu wkrótce utrata życia. Lekarz dr. Bhalerao (Boman Irani) stwierdza u niego nowotwór mózgu. Royowi pozostało zaledwie kilka miesięcy życia. Zgadza się przeżyć je stając się mistrzem sztuki oszustwa i grabieży dla naiwnego Aditya „Dittu” Srivastav (Riteish Deshmukh) który ma zamiar się zemścić. Razem szykują ostatni wielki skok Roya. Mierzą wysoko, bo osobą ograbioną ma być niebezpieczny gangster Chandru (Nana Patekar).

## Obsada
- Abhishek Bachchan – Roy
- Riteish Deshmukh – Aditya "Dittu" Srivastav – Nagroda Zee Cine dla Najlepszego Aktora Komediowego
- Priyanka Chopra – Simmi
- Nana Patekar – Chandrakant Parikh
- Boman Irani – Dr. Bhalerao

## Piosenki
Muzykę do filmu stworzył duet Vishal-Shekhar, autorzy muzyki do takich filmów jak Om Shanti Om, cash, Widzę cię, Szalona przyjaźń, Taxi Number 9211, Zinda, Ek Ajnabee, My Brother… Nikhil, Home Delivery: Aapko... Ghar Tak, Sekcja dziesiąta i Shabd.
1. Sabse Bada Rupaiyya
2. Say Na Say Na
3. Tadbeer Se Bigdi Hui Taqdeer
4. Right Here Right Now
5. 9 Parts of Desire
6. The Gateway Theme
7. Bure Bure/Boro Boro
8. Do Aur Do Paanch
9. Indi